# 费利克斯·冯·卢克纳尔
费利克斯·冯·卢克纳尔伯爵（Felix Graf von Luckner，1881年6月9日—1966年4月13日），德国贵族、海军军官、作家。是一位以绰号“海上幽灵”（Der Seeteufel）而闻名的航海家——他的全体船员被称作“皇帝的海盗”（Die Piraten des Kaisers）——从1916年到1917年，他曾指挥SMS 海鹰号（SMS Seeadler）帆船袭击了大量敌方商船。
卢克纳尔伯爵于1881年6月9日出生在德国城市德累斯顿，于1966年4月13日在瑞典城市马尔默离世。
卢克纳尔在每场胜利的战争中，都竭力避免双方人员的任何伤亡，这使得他成为了一个英雄，同时被战争双方誉为一个神话。卢克纳尔在率领海鹰号的8个月内，共击沉14艘敌船，俘获462名敌人，作戰中僅造成了1名敵人的死亡，而他的部下则无一伤亡。
费利克斯·冯·卢克纳尔是法国元帅和法军莱茵河总司令尼古拉斯·卢克纳的曾孙，丹麦国王曾在18世纪晋爵尼古拉斯·冯·卢克纳尔为伯爵。

## 早年生活

### 第一次独自旅行
13岁时，卢克纳尔独自从家中出走，想去美国看一看西部传奇人物水牛比尔。他化名为“菲拉克斯·吕德克”，以一个不受报酬的船舱服务员混入了在德国汉堡和澳大利亚间航行的俄国货船尼俄伯号。
卢克纳尔的传奇故事差点就在这里终结——他曾从船上落入大海中，可尼俄伯号的俄罗斯船长固执地拒绝掉头捞起卢克纳尔。货船大副不得不用鱼叉指着船长加以威胁，才使船长“浪费”宝贵的时间将船掉头前往搭救卢克纳尔。卢克纳尔这时正与一只巨大的信天翁搏斗。这只大鸟从空中直扑而下，用喙部啄住了卢克纳尔的一只手，但卢克纳尔也抓住了信天翁的一只腿，信天翁留在卢克纳尔手上的啄痕伴随了他一生。大鸟巨翼的拍打和其他海鸟的蜂拥使卢克纳尔成为海上的一个明显目标，救生艇的船员迅速找到了他。

### 万事通
当抵达澳大利亚西部的弗里曼特尔后，卢克纳尔離開尼俄伯号，开始了他7年尝试各种职业的生活：售賣救世军的救恩報《War Cry》、灯塔管理员的副手（因被旅店老板发现与其女儿私通而放弃）、袋鼠猎人、马戏团員工、专业拳手（因他力气很大）、渔夫、波费里奥·迪亚斯总统的墨西哥军队警卫，铁道工人、酒吧服务员以及酒馆掌櫃，不過擔任水手無疑的占了他流浪生涯的大部分時間。他曾在智利被指控偷了几头猪而坐了几天监狱，断了两次腿骨，甚至因缺钱而被牙买加的一家医院赶出。卢克纳尔一面工作一面儲蓄將來返國後生涯規劃的基金，最後一共存了3,800馬克。
卢克纳尔还是一位熟练的魔术师——德国皇帝威廉二世曾着迷于他的魔术，并常常邀请卢克纳尔登上他的帆船为要人献艺。

### 返回德国
在20岁时，卢克纳尔進入了一所德国海军训练学校，他在这里通过了委任为大副的测试。1908年他加入了在汉堡-南美洲航线上的轮船佩特罗波利斯号，希望以在佩特罗波利斯号上服役9个月的经验来获得成为德意志帝国海军志愿兵的委命状。离家出走前，卢克纳尔曾发誓不穿上军装就不回家，最终放弃寻找他的家庭成员们热烈欢迎他回家。1912年2月海军召回他，并在SMS 黑豹号上服役。

## 第一次世界大战

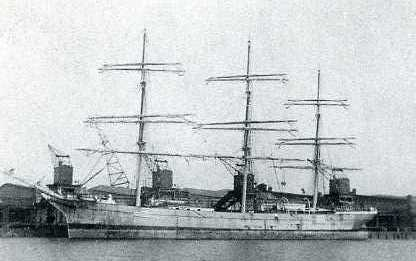
巴马哈通行证号

在第一次世界大战开始后，德国便将大量商船改造成袭击敌方商船的武装袭击舰——通过在定期班轮和其他船只上安装大炮——派遣它们去搜寻并袭击協約国的商船。大部分武装袭击舰都没有取得什么战绩，却拖住了大量協約国舰队。至1915年初，大部分武装袭击舰不是被捕获便是已经沉没，或者就是因耗盡燃料在中立国靠港时被拘获。
在战争早期，费利克斯·冯·卢克纳尔参加了赫尔格兰海战。在日德兰海战中是战列舰威廉皇太子号上的一名炮手。
为了恢复对協約国的通商破坏，帝国海军在一艘俘获来的三桅帆船“巴马哈通行证号”（1571载重吨）的铰接舷缘后隐藏了两门88毫米的大炮，配备了机枪，精心隐藏了两台500马力的辅助蒸汽引擎，最后将这艘辅助巡洋舰改名为“海鹰号”。卢克纳尔作为德国海军中唯一对駕駛大型航船富有经验的军官，任命为海鹰号的船长。

### 海鹰号的航程

#### 离港
海鹰号于1916年12月21日离港，伪装为挪威商船“伊尔马号”（为避免被英国军舰识破，船上的6名军官和57名船员，包括卢克纳尔本人，都要求能夠熟练使用挪威语）成功突破了英国的海上封锁。在1916年的圣诞节，海鹰号出现在格陵兰的西南方向，在这里与一艘英国武装辅助巡洋舰复仇者号遭遇。英国人登船对“伊尔马号”进行了一番例行检查，一切正常。

#### 袭击舰

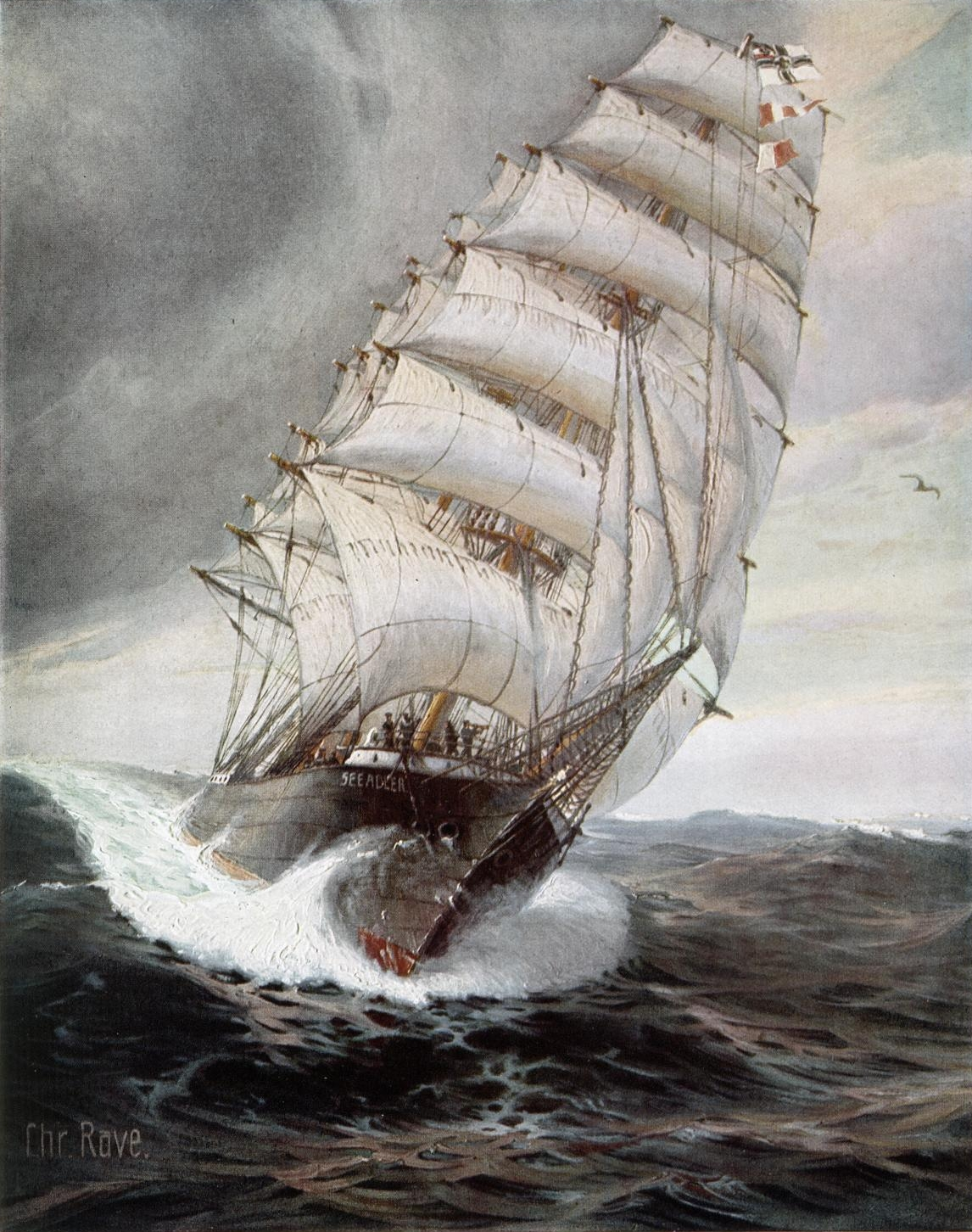
海鹰号正面

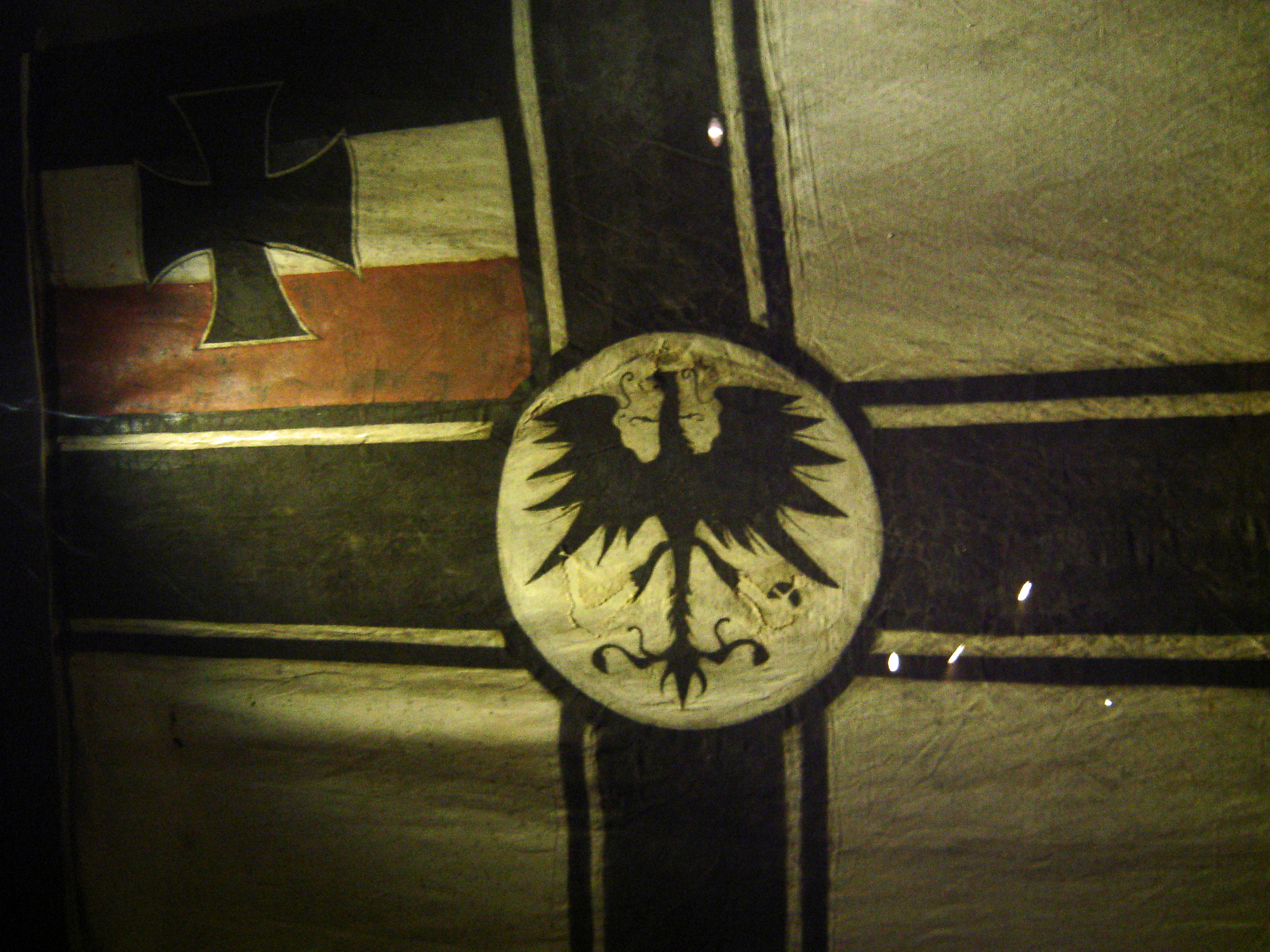
冯·卢克纳尔袭击敌方商船时在海鹰号上升起的德国海军军旗（现藏于奥克兰战争纪念博物馆）

1917年1月9日，海鹰号突袭了一艘单烟囱蒸汽船皇家加蒂斯号。起初，它向皇家加蒂斯号发出了一个请求校准时间的信号（长期出海的航船常常发生这种事），并在皇家加蒂斯号作出回应前升起了德国海军军旗，但皇家加蒂斯号的船长并未发现对方易帜。于是海鹰号向皇家加蒂斯号进行了三次发炮警告。最终这艘将原煤从加的夫运往布宜诺斯艾利斯的 3268 吨位的商船停船投降：船上的所有船员被安然无恙地带上海鹰号，而皇家加蒂斯号则被凿沉。
1917年1月10日，海鹰号与另一艘拒绝表明国籍的轮船隆迪岛号遭遇，在升起海军军旗后，海鹰号将一发炮弹打过了将砂糖运往马达加斯加的隆迪岛号的船首，可这艘轮船拒绝停止，于是遭受了四发炮弹的连续攻击。轮船最终不得不停下，并降下了小艇，但轮船的船长却没有遵照命令前往海鹰号；一支德军小分队被派出，结果发现在第一发炮弹后就有船员弃船求生，最后只剩下了船长一人。后来，班尼斯特船长告诉卢克纳尔说，他几个月前才被一艘德国袭击舰梅沃号抓住，在释放前还被迫签署了一份不再参与战事的声明——现在他破坏了自己的诺言，而且他害怕再次成为战俘。
卢克纳尔继续向南航行，于1月21日抵达了巴西和西非间的中大西洋，在这里发现了一艘装满了玉米的2199吨位法国三桅帆船查尔斯伯爵号。查尔斯伯爵号因主动靠上海鹰号而被轻易捕获，卢克纳尔从她的航海日志上获取了大量信息，包括她遇上的大量航船及其目的地。
1月24日，海鹰号与仅有364吨位的运载布匹的加拿大籍纵帆船佩西号遭遇，将佩西号上的所有船员以及船长的挪威籍新婚妻子带上海鹰号后，卢克纳尔下令將之击沉。卢克纳尔还命令给佩西号的船长和夫人开一个单间。
2月3日，装满智利硝石的3071吨位的法国籍四桅帆船安特南号在与卢克纳尔“赛船”时（此时海鹰号的辅助蒸汽引擎出了故障），被赶上并被迅速凿沉。
2月9日，击沉1811吨位的同样运载硝石的意大利船布宜诺斯艾利斯号。
2月19日，海鹰号发现一艘四桅帆船，起初该帆船曾企图逃跑，但是此时海鹰号利用船上的引擎追上了这艘2431吨位的英国运粮船平摩尔号。巧合的是，冯·卢克纳尔在年轻时代（1902年）曾在平摩尔号上工作过。卢克纳尔将平摩尔号驶向里约热内卢，以获得足够的补给。然后，平摩尔号被凿沉。
下一艘被阻截的船是丹麦籍帆船维京号，但由于丹麦是中立国，而且这艘帆船上也没有什么特别的货物，所以放行维京号。
2月26日上午，一艘运输畅销货（包括鸡肉和猪肉）的英国1953吨位的不列颠·约曼号被阻截并被击沉，这艘船的船长也是夫人随行。同一天晚上，法国四桅帆船拉·罗奇法库德号被海鹰号击败。登船小分队发现拉·罗奇法库德号最近曾被一艘寻找海鹰号的英国巡洋舰阻停过。
3月5日晚，海鹰号在月色下发现了一艘四桅帆船，并发出了信号：“立即停止！我们是德国巡洋舰！”。奇怪的是，这艘2206吨位的法国船杜普勒号的船长把船开过了海鹰号，原来他竟以为另一位法国船长在给他开玩笑，直到杜普勒号被凿沉后他才省悟过来。
海鹰号迫不及待地寻找着下一个目标。3月10日，卢克纳尔又故伎重演，向英国船霍华茨号发出了确认时间的信号，但这回却没有被理睬。于是卢克纳尔在船上制造了一场“火灾”，这艘3609吨位的运输船随即返回营救“着火”的海鹰号。海鹰号的一发炮弹打中霍华茨号的无线电室，这导致了海鹰号航程中唯一一次雙方有人员死亡事件——英国船员道格拉斯·佩奇因靠近破裂的蒸汽管道而致死。霍华茨号被海鹰号熟练的船员迅速凿沉。
这时候，卢克纳尔遇到了个麻烦——将近300个俘虏带给他自己的船员的食物和安全问题。因此，在3月20日捕获法国四桅帆船康布伦号后，将她的上桅齐齐砍掉，附加的船柱和船帆也被移走。然后，让他的俘虏登上康布伦号，并派平摩尔号船长穆兰指挥康布伦号。当慢如蜗牛的康布伦号在里约热内卢靠岸，其俘虏向协约国通报袭击舰情况时，海鹰号已及时逃离了这片海域。
英国皇家海军这时才了解到了海鹰号一般活动的海域，于是将辅助巡洋舰奥特朗托号和装甲巡洋舰兰开斯特号、奥贝塔号派遣到了合恩角诱捕海鹰号。但是，一场剧烈的暴风雨将海鹰号吹到了非常远的南方，而卢克纳尔也利用丟下標有船名的空救生艇等手法製造海鷹號沉沒的假像，成功迷惑了英國追擊艦。4月18日，海鹰号进入太平洋沿智利海岸线北上。6月14日，海鹰号在圣诞岛东部海域从美国船约翰逊号知道了美国参战的消息，于是，673吨位的A·B·约翰逊号不幸地成为了德意志帝国海军在太平洋上的第一个美国战利品。
此后，海鹰号将她的注意力转向了美国商船，第二天，击沉673吨位的R·C·斯拉德号，7月8日击沉纵帆船马尼拉号。
此时，海鹰号需要靠岸对船壳进行一番整修，船员也需要找个地方登陆补充淡水。于是，卢克纳尔将海鹰号开进了莫皮拉环礁。莫皮拉环礁是社会群岛的一个直径约10千米的珊瑚礁，离塔希提岛约450千米。

#### 失事
由於船体过大，海鹰号无法直接驶进莫皮拉环礁环绕的环礁湖。只能停泊在环礁的外面。8月24日，灾难悄悄降临到海鹰号。根据卢克纳尔本人记载，停泊的海鹰号遇上海啸，被巨浪抛到了珊瑚礁上。但是根据船上一些美国俘虏的说法，海鹰号是在大多数俘虏和船员在岛上野餐的时候搁浅的。
于是，海鹰号的船员和船上46名俘虏被困莫皮拉环礁。但是他们还是从海鹰号上找到了一些补给，武器以及两艘小船。

### 捉迷藏
卢克纳尔决定与5名船员乘坐一艘只有10米长的小船出海，他们为小船套上了船帆，并取名叫做“王太子妃茜茜莉号”（Kronprinzessin Cecilie）。他乐观认为这艘船可以经由库克群岛抵达斐济，捕获一艘大船，再回到莫皮拉环礁接他的船员和俘虏，然后继续袭击任务。
离开莫皮拉环礁3天后，他们抵达了库克群岛的艾涂岛，他们假扮成了一群为打赌而横跨太平洋的美籍荷兰船员。新西兰殖民地的官员，这座岛的管理者给他们提供了足够他们前往下一座岛屿艾涂塔克岛的补给，在那里他们佯装成了挪威人。管理艾涂塔克岛的新西兰殖民地官员对他们起了疑心，但却并没有阻止。卢克纳尔迅速带领他的小队前往了拉罗汤加岛。抵达拉罗汤加岛时天色已暗，卢克纳尔隐约的发现一艘船，当时他认为是一艘辅助巡洋舰——实际上是一艘搁浅的船。卢克纳尔最后抵达斐济的瓦凯雅岛，总共用小船航行了3,700千米路程。瓦凯雅岛上大部分的居民听信了他们编造的挪威船失事故事，但一名有疑心的居民从斐济的原首都列雾卡市叫来了一只警察队。9月21日，警察们用一支假枪迫使卢克纳尔上了岸。卢克纳尔不愿意出现流血，并没有意识到警察只装备了手铐，他与自己的小队直接投降，其后被关押在远离新西兰奥克兰的摩图伊赫岛战俘营。
期间，一艘小型法国贸易船“鹿特斯号”在莫皮拉环礁附近暗礁处抛锚。海鹰号的上尉克宁从收音机里收听到船长被捕的消息，率领一小队人占领鹿特斯号。法国的船员与其它俘虏都被留在岛上，剩下的德国人都上了这艘重新命名为“福耳图那号”的船，驶向南美。接着A·B·约翰逊号的船长史密斯也与其它的3名美国海员乘坐一艘小船离开莫皮拉环礁，航行了1,600千米后于10月4日抵达帕果帕果，在那里报告了海鹰号的活动并对滞留在莫皮拉环礁上剩下的44名船员进行了营救。
这期间福耳图那号在复活节岛触礁。在那里，船员们被智利人作为战俘拘捕。1920年1月3日被遣送回德國。

### 逃跑
但卢克纳尔仍然拒绝承认他的战争已经结束。摩图伊赫岛战俘营的指挥官有一艘私人的摩托快艇珍珠号，1917年12月13日，战俘营中的卢克纳尔与他的部下假装布置一项圣诞节的游戏，并准备计划逃跑。卢克纳尔与一群战俘们抢走了珍珠号，并航向了科罗曼德半岛。在一挺机关枪的帮助下，他又抢夺了一艘平底驳船“莫阿号”，然后航向克马德克群岛——有更大的船只停靠的岛嶼。一艘追捕船艾里斯号猜中了他的意图，并在12月21日追到他。在任务开始一年后，费利克斯·冯·卢克纳尔的战争终于结束了。在战争结束前，他在新西兰的战俘营中度过，但仍大膽的策劃著第二次的脫逃；1919年，他被遣送回德国。同年7月回到德國後獲得藍馬克斯勳章。
在收容期間，船醫皮納博士因心臟病過世─這也是海鷹號唯一的一名死者。

## 战后生活

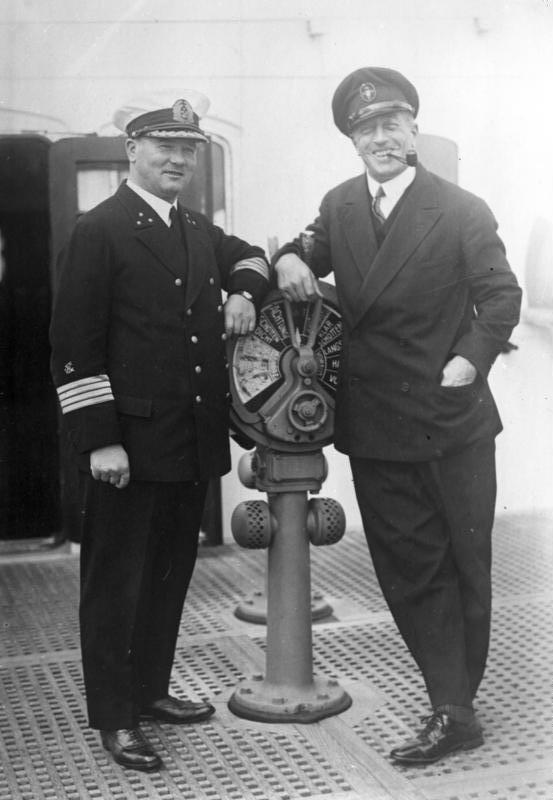
1930年的盧克納爾伯爵（右）

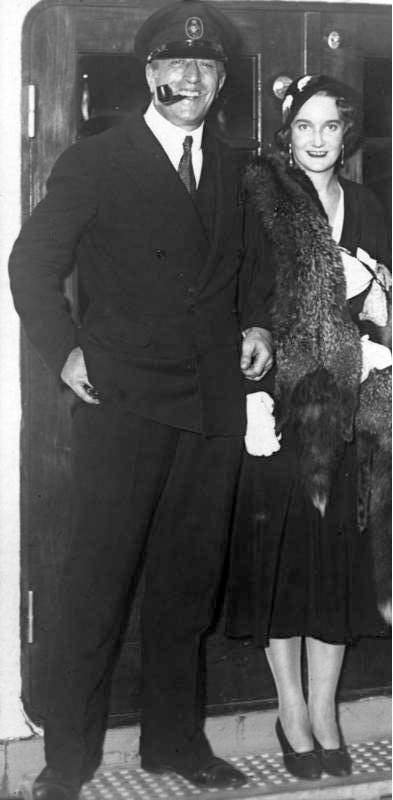
1931年的盧克納爾伯爵和其妻子

1921年5月12日，卢克纳尔成为共济会汉堡金球会所（共济会在德国的总会所）的一名会员。1922年時他以海軍少校身分退役。他将自己的冒险经历写作成了一本书，这本书在德国十分畅销；洛维尔·托马斯的一本关于他的书让卢克纳尔更加声名远扬。一个有趣的说法是，他的船舶驾驶术，以及他在战争中致力减少人员伤亡的举动皆被人们传颂，美国的许多城市也视他为荣誉市民。在1937年到1938年间，他与妻子乘坐着自己的快艇海上幽灵号进行了一次环球旅行，在新西兰与澳大利亚他也受到了人们的欢迎，虽然有一部分人认为他是纳粹政权的辩护者；因為他曾經多次拜訪同樣住在哈雷市的賴因哈德·海德里希並講述許多他在海鷹號時代的故事。
在第二次世界大战中，希特勒企图利用他作為宣传。虽然作为一名共济会会员，他并不享有纳粹特权。卢克纳尔拒绝断绝与共济会的关系，且拒绝放弃美国一些城市的荣誉市民身份，因而被冻结了银行账户。1943年，他救了一名犹太妇女罗斯·杰森的命，他向这名妇女提供了从被炸地区找到的护照，这名妇女随后设法穿过中立国而抵达美国。在战争快结束时，他居住的城市哈雷市的市长请求他与逼近的美國第104步兵師谈判投降的事宜，他接受了市长的请求並成功與該師完成談判。但在得知纳粹宣告他的死罪后，卢克纳尔并没有返回城镇。
卢克纳尔非常强壮，据记录他可以用右手的大拇指、食指和中指弯曲硬币，或者徒手撕碎一本厚厚的电话地址录（纽约市电话地址录的厚度）。在1938年他访问澳大利亚的时候，悉尼工人日报刊登了一幅漫画：德皇威廉撕毁比利时中立条约，阿道夫·希特勒撕毁另一项协定，卢克纳尔则撕毁了一簿厚厚的电话地址录；说明是：“他们都有着同样的爱好”。
在第二次世界大战结束后，卢克纳尔搬到了瑞典，与他的第二任瑞典籍妻子英格波·恩格斯托姆居住在马尔默，直到1966年在马尔默逝世，享年84岁。自此后他一直长眠在汉堡市的奥斯多夫中央墓地。

## 榮譽
1953年他被授與聯邦十字勳章。1956年增你智電子公司的總裁尤金·F·麥克唐納更主張諾貝爾和平獎應頒發給他。 2006年德國郵政推出盧克納爾誕生125周年紀念郵票。

## 著作
冯·卢克纳尔伯爵曾为阿尔弗雷德·涅齐霍夫斯基的《皇太子威廉的巡洋舰》（The Cruise of the Kronprinz Wilhelm）作序，这本书于1928年由道布尔戴出版公司出版，书中记录了辅助巡洋舰“威廉皇太子号”的事迹。（注：这艘船与另一艘“SMS 威廉皇太子号”是两艘船，冯·卢克纳尔伯爵日德兰海战时曾在后者上服役）。

## 电视系列剧
在1973年到1975年间，一家法德合作公司将之编纂拍摄成一部共39集的电视冒险系列剧《卢克纳尔伯爵》，在德国电视一台播放；这部系列剧中卢克纳尔被塑造成为一名英雄。该剧在法国播映时，标题改成了《Les Aventures du Capitaine Luckner》（卢克纳尔船长的冒险）。

## 费利克斯·冯·卢克纳尔伯爵协会
2004年3月29日，“费利克斯·冯·卢克纳尔伯爵协会”在哈雷市成立，目的是纪念卢克纳尔的一生与事迹，特别他在1945年4月保護哈雷市。该协会希望在哈雷市建立一座纪念卢克纳尔的博物馆，并修复卢克纳尔的快艇“海中幽灵号”——现在存放在俄罗斯的一处极差的环境中。 在协会建立后几个月，它吸收了来自14个国家超过100名的成员。